# 산유화 (1983년 드라마)
《산유화》는 1983년 2월 21일부터 1983년 9월 23일까지 KBS 2TV 일일 드라마(9시~10시대)로, 마흔 살에 남편을 잃고 20년 가까이 혼자 지물포를 경영하며 2남 3녀를 키워 온 여인의 이야기이다.
한편, 해당 드라마 후속으로는 1TV 아침드라마 《남매》가 1983년 9월 25일부터 이동 편성됐다.

## 등장 인물
- 임동진 : 김명섭 역
- 김자옥 : 민혜옥 역
- 이영하 : 오석환 역
- 이경진 : 윤희 역
- 강부자 : 최월조 역
- 양재성
- 하미혜
- 연규진
- 이미경 : 민혜숙 역
- 임성원
- 백수련
- 이승현
- 최란
- 이병철
- 김경하
- 노영화
- 김진옥
- 최창호
- 권경하
- 최문선
- 정선희

## 제작진
- 극본 : 정하연
- 연출 : 김수동
- 기술감독 : 박신규
- 조명감독 : 임건신
- 영상 : 임정규
- 녹화 : 홍정근
- 음향 : 이상봉, 윤용택, 최용훈
- 조명 : 이강철, 이위찬, 김장현
- 타이틀 : 장명헌
- 무대 디자인 : 서상정, 박영대
- 소품 : 강의협
- 미용 : 김임순
- 음악 : 임택수
- 효과 : 손효신
- 주제가 작곡 ㆍ 노래 : 조용필
- 카메라 : 김광균, 연준환, 김용정
- 조연출 : 염현섭

## 주제가
- 제목 : <산유화>
- 노래 : 조용필
- 작사 : 정광우
- 작곡 : 조용필